# Sennacieca Asocio Tutmonda
A Sennacieca Asocio Tutmonda (SAT) (magyarul: Anacionális Világszövetség) baloldali eszperantó egyesület. A sennacieca kifejezés az egyesület "nemzet nélküli", "anacionális" orientációjára utal. Összegyűjti a különböző politikai és ideológiai eredetű baloldali eszperantó beszélőket, például szociáldemokratákat, szabad gondolkodókat és kommunistákat. A SAT-nak csak egyéni tagjai vannak, de együttműködik a Munkás-eszperantista Szövetség szövetségeseivel, amelyek többnyire nemzeti szinten szerveződnek.
A SAT sokat publikál, kiadásai között szerepel pl. a Plena Ilustrita Vortaro de Esperanto. Világméretű SAT-képviselők hálózatával rendelkezik. A SAT-ot a Göteborgi Egyezmény összekapcsolja a Munkás-eszperantó Egyesülettel. A SAT-ot 1921-ben alapították a Munkás-eszperantó mozgalom szervezésében. A SAT alapítói között fontos személyiség volt Adam Eugène, aki Lanti fedőnéven vált ismertté. Az 1920-as évek végére a SAT-nak több mint 6000 tagja volt. Mint viszonylag nagy, egyéni tagsággal rendelkező nemzetközi egyesület (szemben a nemzeti szervezeteket összefogó ernyőszervezetekkel), egyedülálló volt a munkásmozgalomban. 2003-ban a végrehajtó bizottság akkori elnöke, James Schram 881 tagot jelentett. 2006-ban a fizető tagok száma 724, 2015–2016-ban 525 volt.

## Célja
A SAT olyan szervezet, amely nem az eszperantó elterjesztéséért dolgozik, hanem céljainak eléréséhez használja az eszperantót.
El akarja érni, hogy tagjai megértőek és toleránsak legyenek azokkal a politikai és filozófiai iskolákkal vagy rendszerekkel szemben, amelyekre a különféle osztályharcos munkáspártok és szakszervezeti mozgalmak támaszkodnak.

## Publikációk, rendezvények
A SAT kiadja a Sennaciulo  havilapot, a Sennacieca Revuo éves kulturális közlönyét és különféle oktatási tartalmú könyveket, amelyek közül a legfontosabb a Plena Ilustrita Vortaro. 
További oktatási anyagokat is közzétesz a neten.
A SAT Kongresszus egy összejövetel, amelyet évente szervez a Sennacieca Asocio Tutmonda. Alkalmas a tagság és a szervezet támogatóinak találkozójára. Általában társadalom-politikai vitákat, kulturális programokat, turisztikai kirándulásokat és szabadidős tevékenységeket is tartalmaz. 
A SAT-nak van Ifjúsági tagozata is, legfőbb kiadványuk a Juna Penso újság.

## Fordítás
- Ez a szócikk részben vagy egészben  a   Sennacieca Asocio Tutmonda című német Wikipédia-szócikk ezen változatának fordításán alapul.  Az eredeti cikk szerkesztőit annak laptörténete sorolja fel. Ez a jelzés csupán a megfogalmazás eredetét és a szerzői jogokat jelzi, nem szolgál a cikkben szereplő információk forrásmegjelöléseként.
- Ez a szócikk részben vagy egészben  a   Sennacieca Asocio Tutmonda című eszperantó Wikipédia-szócikk ezen változatának fordításán alapul.  Az eredeti cikk szerkesztőit annak laptörténete sorolja fel. Ez a jelzés csupán a megfogalmazás eredetét és a szerzői jogokat jelzi, nem szolgál a cikkben szereplő információk forrásmegjelöléseként.